# جرذ الأرز الشابماني
جرذ الأرز الشابماني (الاسم العلمي: Oryzomys chapmani) (بالإنجليزية: Chapman’s Oryzomys)‏ هو نوع من الحيوانات يتبع جنس جرذ الأرز من الفصيلة القدادية.